# United States Information Agency
L’United States Information Agency ou USIA (littéralement « Agence d'information des États-Unis ») est une agence américaine créée en 1953 et dissoute en 1999, vouée à la « diplomatie publique ».

## Historique
Elle est fondée durant la guerre froide en 1953 par le président Dwight D. Eisenhower, avec pour mission de « comprendre, informer et influencer les publics étrangers dans le but de promouvoir l'intérêt national et approfondir le dialogue des Américains et des institutions des États-Unis avec leurs homologues à l'étranger. »
En 1954, l'agence soutient une campagne médiatique contre le gouvernement guatémaltèque de Jacobo Arbenz afin de préparer l'opinion publique au coup d’État qu'organise la CIA.
Elle est remplacée en 1999 par le Broadcasting Board of Governors et relève alors du gouvernement fédéral des États-Unis.
La propagande joua un rôle prédominant lors de la guerre froide dans la façon dont les États-Unis étaient considérés par le monde. L'agence avait pour objectif de donner une image positive de l'Amérique, indépendamment des représentations négatives de la propagande communiste du bloc de l'Est. Ses quartiers-généraux étaient situés à Washington.